# Widerstandsgruppe Langhorst
Die Widerstandsgruppe Langhorst war eine Dresdner Widerstandsgruppe gegen den Nationalsozialismus, die sich nach der 1933 erfolgenden Machtergreifung der Nationalsozialisten in Deutschland um die Brüder Fritz und Heinrich Langhorst und deren Vater, den sozialdemokratischen Politiker und sächsischen Landtagsabgeordneten Friedrich Langhorst (1872–1935), gebildet hatte. Dabei hatten die Langhorsts in der Region ein weit verzweigtes Widerstandsnetzwerk aufgebaut. Unter anderem wurden durch die Mitglieder und Helfer verbotene sozialdemokratische Zeitungen wie der „Neue Vorwärts“ oder die „Sozialistische Aktion“, Flugblätter und anderes Aufklärungsmaterial über den Nationalsozialismus verteilt.
Friedrich Langhorst war ein in Espelkamp in Ostwestfalen-Lippe geborener ehemaliger Bergmann, den es als Gewerkschafts- und Parteisekretär nach Zwischenstationen in Aachen, Magdeburg, Staßfurt, Bernburg und Harburg schließlich nach Sachsen verschlagen hatte. Hier wirkte er von 1912 bis 1925 als Bezirksleiter des sächsischen Bergarbeiterverbands und er war ab 1919 Stadtverordneter in Zwickau. Den Wahlkreis Zwickau vertrat er von 1920 bis 1926 im Sächsischen Landtag. Von 1925 bis 1933 war er in Freiberg hauptamtlicher Vertrauensmann bei der Sächsischen Knappschaft. Bereits kurz nach der Machtübernahme der Nazis wurde er 1933 durch diese mehrmals verhört, kam aber wieder auf freien Fuß.
Am 15. Februar 1935 wurde die gesamte Familie Langhorst verhaftet. Zu dieser Zeit lebten Friedrich Langhorst und seine Frau Johanne Emilie, geb. Weidner, in der Carl-Zeiß-Straße 46. Er überlebte bereits die erste Nacht im Polizeigefängnis nicht. Die brutalen Verhöre der Geheimen Staatspolizei (Gestapo) hatten ihm zu sehr zugesetzt. Heinrich Langhorst wurde zu 3 Jahren Zuchthaus verurteilt, kam aber 1938 wieder frei und arbeitete später in Radebeul in den Rapido-Werken.
Die Familie Langhorst wohnte 1942 in der König-Albert-Straße 26 in der Inneren Neustadt. Neben Friedrich Langhorsts Witwe Johanne lebten hier die Söhne Fritz mit seiner Frau Flora und Heinrich (Heini) mit seiner Frau Katharina Ursula (1922–1945), geb. Lauer. Die beiden Brüder wurden am 1. Dezember 1942 zum Kriegsdienst im Strafbataillon 999 eingezogen. Fritz Langhorst fiel am 5. April 1943 bei einem Überflug nach Tunesien. Heinrich Langhorst erlag am 21. April 1943 im Lazarett Borga seinen Verwundungen. Seine Frau Katharina Ursula kam mit dem gemeinsamen im Juli 1943 geborenen Sohn Heinrich Thomas und ihren Eltern bei den Bombenangriffen in der Nacht vom 13 zum 14. Februar 1945 in der Dresdner Christianstraße 10 ums Leben.

## Mitglieder der Widerstandsgruppe (Auswahl)
- Friedrich Langhorst (1872–1935), SPD-Politiker, Gewerkschafter und Landtagsabgeordneter
- Fritz Langhorst († 1943)
- Heinrich Langhorst (1911–1943), Volkswirt
- Konrad Hahnewald (1888–1962), Sozialdemokrat und Gewerkschafter
- Helmut Hahnewald (1914–1979), Sozialdemokrat, Buchhändler und späterer Bibliothekar